# NEW YEAR DASH!!
NEW YEAR DASH!!（ニュー・イヤー・ダッシュ!!）は、新日本プロレスが主催するプロレス興行。

## 概要
例年1月4日に行われる東京ドームでの『レッスルキングダム』の直後に開催される。『レッスルキングダム』が前年からのストーリーラインの集大成に当たるのに対し、本興行では新たなストーリーラインを提示するのが恒例で、新たなアングル・抗争などが披露されることが多い。

## 試合結果

### 2019年
| 第1試合 20分1本勝負 ■ 6人タッグマッチ                    |                                         |                                                                    |
| ロッキー・ロメロ ○YOH SHO                                | 8分34秒 回転エビ固め                    | 飯塚高史● ランス・アーチャー デイビーボーイ・スミス・ジュニア      |
| 第2試合 20分1本勝負 ■ タッグマッチ                       |                                         |                                                                    |
| ●トーア・ヘナーレ 本間朋晃                               | 9分24秒 パッケージドライバー→片エビ固め | チェーズ・オーエンズ○ 高橋裕二郎                                   |
| 第3試合 30分1本勝負 ■ タッグマッチ                       |                                         |                                                                    |
| ○デビッド・フィンレー ジュース・ロビンソン               | 9分02秒 反則                            | チャッキーT● バレッタ                                              |
| 第4試合 30分1本勝負 ■ 6人タッグマッチ                    |                                         |                                                                    |
| ●KUSHIDA ジェフ・コブ 永田裕志                           | 14分09秒 ストームブレイカー→片エビ固め  | ウィル・オスプレイ○ 後藤洋央紀 石井智宏                            |
| 第5試合 60分1本勝負 ■ NEVER無差別級6人タッグ選手権試合   |                                         |                                                                    |
| 田口隆祐 矢野通 ●真壁刀義(挑戦者組)                      | 11分33秒 エイプシット→片エビ固め        | 石森太二 タンガ・ロア○ タマ・トンガ(王者組)                        |
| 第6試合 30分1本勝負 ■ 10人タッグマッチ                   |                                         |                                                                    |
| 鷹木信悟 BUSHI SANADA EVIL ●内藤哲也                     | 14分45秒 ブラックメフィスト→体固め      | エル・デスペラード 金丸義信 タイチ○ ザック・セイバーJr. 鈴木みのる |
| 第7試合 60分1本勝負 ■ 6人タッグマッチ(YOSHI-HASHI復帰戦) |                                         |                                                                    |
| ●YOSHI-HASHI オカダ・カズチカ 棚橋弘至                   | 15分16秒 ブレードランナー→エビ固め      | 外道 バッドラック・ファレ ジェイ・ホワイト○                        |

### 2020年
| 第1試合 20分1本勝負 ■ 6人タッグマッチ                               |                                                |                                                                      |
| ●上村優也 辻陽太 トーア・ヘナーレ                                   | 10分40秒 高角度逆片エビ固め                    | アレックス・コグリン クラーク・コナーズ カール・フレドリックス○      |
| 第2試合 30分1本勝負 ■ 4WAYタッグマッチ                              |                                                |                                                                      |
| ●SHO YOH BUSHI 高橋ヒロム                                           | 13分29秒 エル・エス・クレロ                    | 金丸義信 エル・デスペラード○ エル・ファンタズモ 石森太二             |
| 第3試合 30分1本勝負 ■ 8人タッグマッチ                               |                                                |                                                                      |
| ○飯伏幸太 棚橋弘至 デビッド・フィンレー ジュース・ロビンソン        | 11分39秒 カミゴェ→片エビ固め                   | チェーズ・オーエンズ● バッドラック・ファレ タンガ・ロア タマ・トンガ |
| 第4試合 30分1本勝負 ■ タッグマッチ                                  |                                                |                                                                      |
| 石井智宏 ●後藤洋央紀                                                | 16分28秒 ラスト・オブ・ザ・ドラゴン→片エビ固め | 鷹木信悟○ EVIL                                                       |
| 第5試合 30分1本勝負 ■ 8人タッグマッチ                               |                                                |                                                                      |
| ロビー・イーグルス ウィル・オスプレイ YOSHI-HASHI ○オカダ・カズチカ | 15分27秒 反則                                  | タイチ● ランス・アーチャー ザック・セイバーJr. 鈴木みのる            |
| 第6試合 30分1本勝負 ■ タッグマッチ                                  |                                                |                                                                      |
| ○SANADA 内藤哲也                                                    | 13分58秒 オコーナーブリッジ                    | ジェイ・ホワイト● KENTA                                              |

### 2021年
| 第1試合 20分1本勝負 ■ シングルマッチ                     |                                              |                                                                             |
| ○永田裕志                                                | 7分59秒 ナガタロックⅡ                        | ゲイブリエル・キッド●                                                       |
| 第2試合 20分1本勝負 ■ タッグマッチ                       |                                              |                                                                             |
| ●上村優也 タイガーマスク                                 | 10分45秒 ゴッチ式パイルドライバー→体固め     | DOUKI 鈴木みのる○                                                           |
| 第3試合 20分1本勝負 ■ 6人タッグマッチ                    |                                              |                                                                             |
| ●辻陽太 小島聡 天山広吉                                  | 9分44秒 合体式オスカッター→体固め            | ジェフ・コブ○ グレート-O-カーン ウィル・オスプレイ                          |
| 第4試合 30分1本勝負 ■ 8人タッグマッチ                    |                                              |                                                                             |
| ●金丸義信 エル・デスペラード ザック・セイバーJr. タイチ  | 11分35秒 スーパーキック→体固め               | エル・ファンタズモ○ 石森太二 タンガ・ロア タマ・トンガ                      |
| 第5試合 30分1本勝負 ■ 10人タッグマッチ                   |                                              |                                                                             |
| YOSHI-HASHI ○石井智宏 後藤洋央紀 矢野通 オカダ・カズチカ | 13分47秒 垂直落下式ブレーンバスター→エビ固め | チェーズ・オーエンズ 高橋裕二郎 バッドラック・ファレ EVIL ジェイ・ホワイト● |
| 第6試合 30分1本勝負 ■ 10人タッグマッチ                   |                                              |                                                                             |
| ●マスター・ワト SHO ロッキー・ロメロ 棚橋弘至 飯伏幸太   | 17分23秒 エムエックス→エビ固め               | BUSHI○ 高橋ヒロム 内藤哲也 鷹木信悟 SANADA                                  |